# Нэш, Дженнифер Кристин
Дженнифер Кристин Нэш (род. 1980) — профессор гендерных, сексуальных и феминистских исследований в Дьюкском университете в рамках Тринити-колледжа искусств и наук. Среди её исследовательских интересов — теория чёрного феминизма, феминистская правовая теория, сексуальные политики чернокожих, чернокожее материнство, здоровье, раса и право чернокожих матерей и интерсекциональность.

## Образование
Нэш получила докторскую степень в области афроамериканских исследований в Гарвардском университете, степень доктора права в Гарвардской школе права и степень бакалавра в области женских исследований в Гарвардском колледже.

## Карьера
Нэш критически относится к использованию идеи интерсекциональности как требующей выбирать между некритической безоговорочной поддержкой и прямым неприятием, призывая вместо этого к критическому взаимодействию с дискурсом, возникающим в контексте интерсекциональности.

## Избранные публикации
- Birthing Black Mothers. Издательство Дьюкского университета, 2021.
- Black Feminism Reimagined After Intersectionality. Издательство Дьюкского университета, 2018.
- The Black Body in Ecstasy: Reading Race, Reading Pornography. Издательство Дьюкского университета, 2014.

### Редактор
- Gender: Love. Macmillan Reference, 2016.
- The Routledge Companion to Intersectionalities. Routledge, 2023. Co-editor with Samantha Pinto
- Black Feminism on the Edge. Duke University Press, 2023. Co-editor with Samantha Pinto.

## Награды
- Книжная премия памяти Алана Брея. Награждена за фильм The Black Body in Ecstasy: Reading Race, Reading Pornography от GL/Q Caucus Ассоциации современного языка.
- Книжная премия Глории Анзальдуа. Награждена Национальной ассоциацией женских исследований за Black Feminism Reimagined After Intersectionality.
- Почётное упоминание Книжной премии Глории Анзальдуа. Награждена за книгу Birthing Black Mothers Национальной ассоциацией женских исследований.